# Universidad de Oriente (Venezuela)
La Universidad de Oriente (UDO) es una universidad pública, fundada en el año 1958, es una de las universidades más importantes de Venezuela y la principal institución universitaria autónoma dedicada a la docencia, investigación y desarrollo del Oriente de Venezuela. Se divide en cinco núcleos repartidos en los principales estados del oriente venezolano: Anzoátegui, Bolívar, Monagas, Nueva Esparta y Sucre; con una amplia red de profesores en carreras de pregrado y postgrado que además interactúan con investigadores académicos en todos los continentes. 
La sede principal de la UDO y oficina del Rector está situada en la ciudad de Cumaná y se creó como una casa de estudios nacional (federal), pública y autónoma, de la que han egresado miles de profesionales en diversas carreras.

## Historia

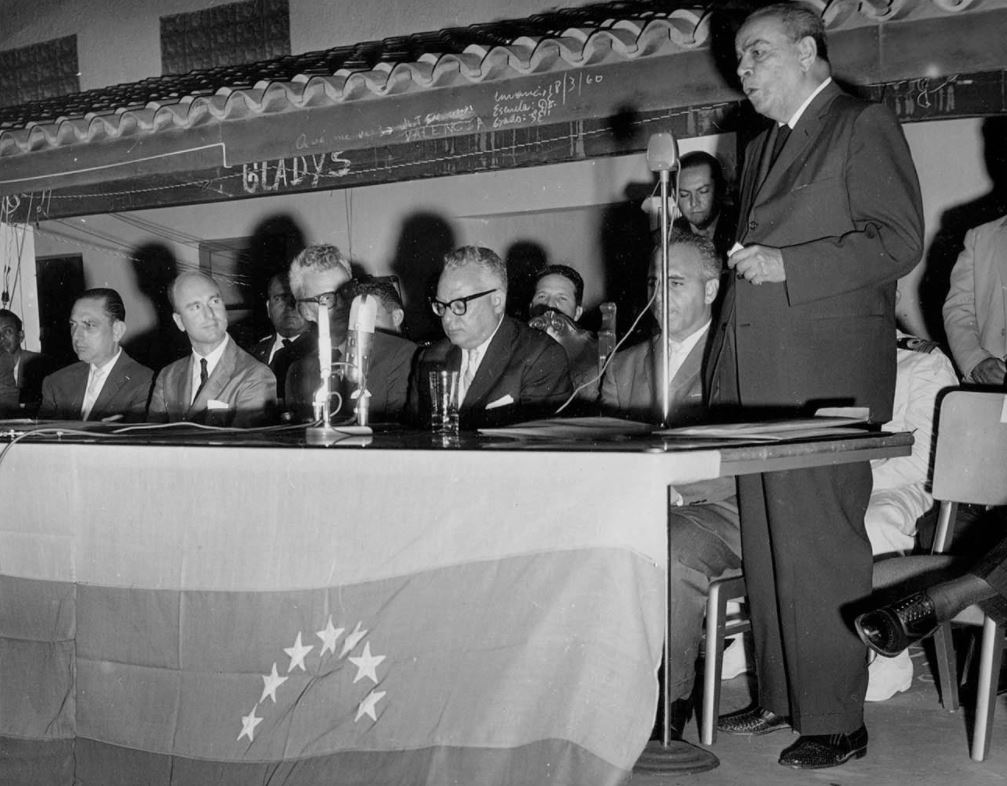
Acto oficial de inauguración de la UDO el 29 de marzo de 1960. Aparecen de derecha a izquierda: Rómulo Gallegos, escritor y expresidente; Luis Manuel Peñalver, primer rector de la UDO; Rómulo Betancourt, presidente de Venezuela; Rafael Pizani, ministro de Educación y Enrique Tejera París, gobernador del estado Sucre.

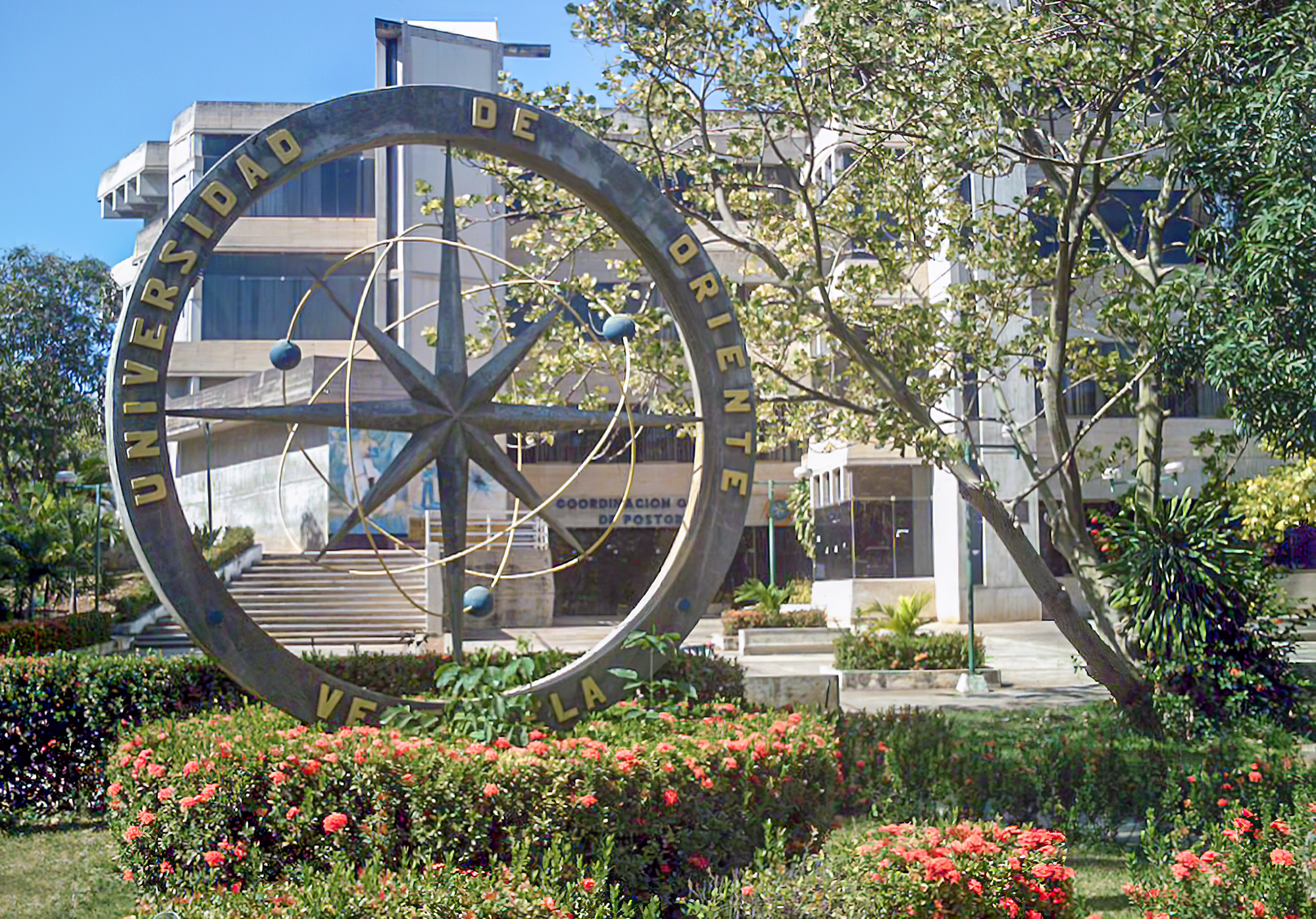
Áreas verdes de la UDONE.

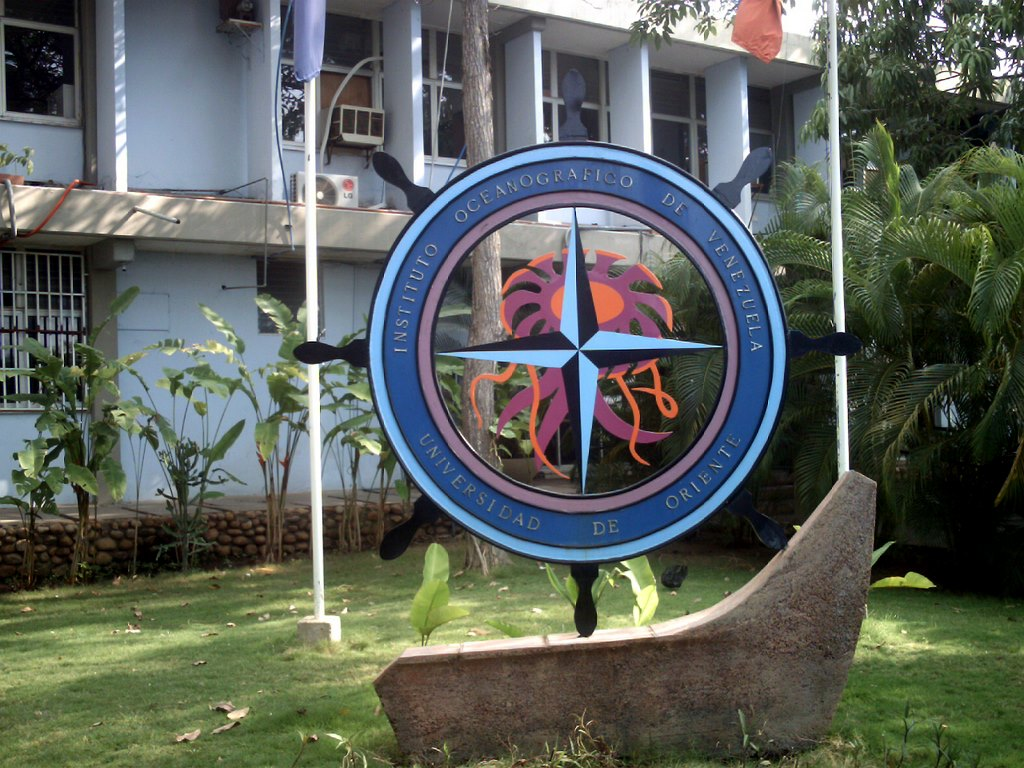
Instituto Oceanográfico en Sucre.

La Universidad de Oriente fue creada el 21 de noviembre de 1958, mediante el Decreto Ley n.º 459 publicado en la gaceta oficial de la República de Venezuela n.º 25.831 por la junta provisional de Gobierno presidida por el Dr. Édgar Sanabria, abogado, profesor, diplomático y político venezolano, presidente provisional de Venezuela en 1958, siendo Ministro de Educación el Dr. Rafael Pizani, bajo la conducción de su Rector (Director) fundador Dr. Luis Manuel Peñalver.
Comenzó a funcionar el 12 de febrero de 1960, el que señaló el nacimiento de la Universidad de Oriente y, un año después, 113 estudiantes y una docena de profesores, en una casa del sector Caigüire de Cumaná comienza sus operaciones.
El 29 de marzo de 1960, el presidente de la república, Rómulo Betancourt, inaugura la Universidad de Oriente en un acto realizado en la antigua sede de la Escuela «Pedro Arnal», en la ciudad de Cumana. En su discurso destaca: 

«... Esta universidad va a permitir la formación de profesionales en las distintas ramas del saber humano, que aquí estudien y que aquí se queden… esos estudiantes de la Universidad de Oriente deben venir de todas las capas sociales, porque en este país debemos hacer cierta la fórmula de que dentro de la democracia la única aristocracia que existe es la del esfuerzo tesonero, laborioso y creador».

A raíz de la falta de infraestructura, y de la ausencia de personal capacitado en la región para impartir conocimientos, es suscrito un convenio con la Universidad de Kansas y algunas otras universidades de Sudamérica y Japón para que impartieran conocimientos a los profesores. La necesidad de construcción del campus llevó al consejo estadal de Sucre a ofrecer un terreno de 300 hectáreas en el cerro Colorado para el desarrollo del Rectorado y la Escuela de Cursos Básicos. En octubre de 1961 se instala el Campus de Monagas un Núcleo con la Escuela de Ingeniería Agronómica y Petróleo; en el Campus o Núcleo de Bolívar se iniciaron actividades en enero de 1962 con la Escuela de Medicina y la Escuela de Geología y Minas; en el Núcleo de Estado Anzoátegui (inicialmente llamado Instituto Tecnológico de Oriente) comenzaron el 9 de enero de 1963 con la Escuela de Ingeniería Química; en Nueva Esparta se iniciaron los Cursos Básicos el 21 de enero de 1969. Todos estos terrenos fueron donación de grandes compañías transnacionales y de los gobernantes de los estados.
En la Universidad de Oriente se puede cursar carreras o realizar investigación académica y desarrollo en las áreas de: Acuacultura, Administración, Agronomía, Arquitectura, Bioanálisis, Biología, Biología Marina, Biología Pesquera, Castellano y Literatura, Ingeniería Civil, Computación, Contaduría, Educación, Electricidad, Enfermería, Estadística, Física, Gerencia, Geología, Hotelería, Informática, Inglés, Matemática, Mantenimiento, Mecánica, Medicina, Minas, Producción Animal, Petróleo, Química, Recursos Humanos, Sistemas Informáticos, Sistemas Industriales, Sociología, STEM, Tecnología de los Alimentos, Tecnología Electrónica, Tecnología en Fabricación Mecánica, Trabajo Social y Turismo.
Algunas instalaciones de la UDO han sido duramente golpeadas debido a la política que el gobierno mantiene contra las universidades venezolanas desde hace más de 15 años. La principal fortaleza de la Universidad de Oriente es su red nacional e internacional de profesores, investigadores y egresados laborando en posiciones estratégicas de diversos sectores.

## Investigación
La Lysmata udoi  fue descubierta en trabajo conjunto entre los investigadores del Grupo de Investigación en Carcinología, Escuela de Ciencias Aplicadas del Mar, Núcleo Nueva Esparta, Smithsonian Tropical Research Institute (Panamá), Smithsonian Marine Station at Fort Pierce (USA), Departamento de Biología Marina, Facultad de Ciencias del Mar, Universidad Católica del Norte (Chile).

## Organizaciòn y Administraciòn

### Rectores académicos
Su Cargo Dura 5 Años, con posibilidad de ser reelegido para un periodo adicional en dos ocasiones presentación de submit a contexto máximo. 
El rector es el representante legal de la Universidad (a excepciòn de asuntos juridiciales en cuyo caso corresponde al abogado General representante a la Universidad ).También son sus funciones mantener un orden de organización Interna de la Universidad y presidir sus sesiones,cuidar el exacto cumplimiento de las disposiciones y normativas de la Universidad  y recientemente,fratar de expandir la casa de estudios.Vetar acuerdos sin carácter tècnico de los representantes académicos del alma de facultades del mater,y formar fernas para directores de facultades,escuela e Instituto. 
En total,7 personas han ocupado la rectoría de la Universidad en 1958 periodos distintos.
La siguiente Tabla muestra los rectores desde 1958 hasta la actualidad: 
| N.º | Rector                            | Periodo                                                                                     | Profesión                                                                  |
| --- | --------------------------------- | ------------------------------------------------------------------------------------------- | -------------------------------------------------------------------------- |
| 1   | Dr. Luis Miguel Peñalver          | 1958 (Designado el 21 de noviembre de 1958) (21 de noviembre de 1958 - 28 de julio de 1973) | Ing. Agrónomo                                                              |
| 2   | Dr. Juan José Olmos Morillo       | 1973 (Designado el 28 de julio de 1973) (28 de julio de 1973 - 28 de julio de 1978)         | Dr. Abogado                                                                |
| 3   | Dr. Juan Carlos Romero Rivas      | 1978 (Designado el 28 de julio de 1978) (28 de julio de 1978 - 28 de julio de 1988)         | Dr. Terapia Ocupacional                                                    |
| 4   | Dr. Ing. Juan Miguel Olmos Iguaro | 1988 (Designado el 28 de julio de 1988) (28 de julio de 1988 - 28 de julio de 1998)         | Ing. Civil                                                                 |
| 5   | Dr. Lino Goncalve Goncalve        | 1998 (Designado el 28 de julio de 1998) (28 de julio de 1998 - 28 de julio de 2004)         | Dr. Terapia Ocupacional                                                    |
| 6   | Dra. Margerys Iguaro Paredes      | 2004 (Designada el 28 de julio de 2004) (28 de julio de 2004 - 28 de julio de 2014)         | Dra. Abogada / Fiscal Superior / Perteneciente al Consejo Nacional del TSJ |
| 7   | Dra. Milena Bravo de Romero       | 2014 (Designada el 28 de julio de 2014) (28 de julio de 2014 - Hasta la actualidad)         | Dra. Abogada                                                               |

## Crisis en la Universidad de Oriente
La Universidad de Oriente (UDO) es uno de los bastiones educativos más representativos de Venezuela, pero al igual que otras instituciones públicas en el país, ha sufrido graves problemas en la última década, enfrentándose a un proceso de desaparición institucional que ha cuestionado su autonomía y sustentabilidad. Durante los últimos 10 años, la autonomía universitaria de la UDO ha sido sometida a una presión constante, y sus operaciones se han visto restringidas. Uno de los inconvenientes ha sido la drástica reducción presupuestaria, con fondos que apenas alcanzan para cubrir entre un 1 % y un 20 % de las necesidades reales de la universidad. Esto ha llevado a sueldos inadecuados para el personal, a instalaciones vandalizadas y en un preocupante estado de deterioro. Lo más alarmante fue el ataque y destrucción de partes de sus instalaciones físicas.
A raíz de estas condiciones adversas, la UDO ha presenciado una considerable pérdida de docentes y estudiantes. Se estima que en 2022, una significativa proporción de docentes abandonó la institución en busca de mejores oportunidades en universidades de otros países. Estos números, aunque reflejan una tendencia nacional, son particularmente impactantes para una institución de la envergadura de la UDO. Paralelamente, la matrícula estudiantil ha experimentado una drástica caída, reflejando la desconfianza y la incertidumbre hacia el futuro de la institución. Este declive no solo ha afectado la educación y la formación, sino que también ha golpeado el corazón de la investigación académica en la UDO. La universidad, que una vez fue líder en la producción de investigaciones en la región oriental del país, ha visto cómo la producción de artículos científicos e investigaciones de campo ha disminuido considerablemente durante la última década.
El espíritu universitario, sin embargo, ha intentado resistir. Pese a la adversidad, la comunidad de la UDO ha tratado de mantener vivo el debate académico, aunque muchas veces se haya visto opacado por las urgentes necesidades básicas y la lucha diaria por la supervivencia en un entorno hostil. Para enfrentar esta crisis, se han propuesto diversas estrategias de recuperación. Una de las soluciones contempladas es la búsqueda de financiamiento alternativo, la internacionalización de programas académicos y la formación de alianzas estratégicas con otras instituciones a nivel nacional e internacional. Sin embargo, para que estas soluciones sean efectivas, es esencial que la autonomía universitaria de la UDO sea respetada y garantizada.

## Incendio de la Biblioteca Central
El incendio de la Biblioteca Central de la Universidad de Oriente (UDO), ocurrido a finales de mayo de 2020, representa una tragedia cultural y académica para Venezuela. Este siniestro, que fue confirmado como intencionado por el comandante de los Bomberos UDO, Carlos Boada, destruyó una valiosa colección bibliográfica compuesta por casi 120.000 ejemplares. Esta colección, valorada en más de un millón de dólares, incluía títulos de gran importancia en diversas áreas del conocimiento, especialmente en medicina, y era el resultado de más de cuatro décadas de acumulación y cuidado. La Biblioteca Central, ubicada en el núcleo de Sucre de la UDO, había servido durante 42 años a estudiantes, profesores e investigadores, consolidándose como un pilar fundamental en la memoria y el conocimiento académico y científico de la región oriental de Venezuela. Además, su relevancia se extendía a un ámbito nacional, siendo un centro de gran importancia para la educación y la cultura en el país.
La UDO, que celebra su 62 aniversario, ha experimentado un desarrollo histórico significativo, con un impacto notable en las regiones oriental, sur e insular de Venezuela. El incendio de su Biblioteca Central se suma a una serie de ataques sistemáticos que la universidad ha sufrido en los últimos años, incluyendo incendios en otras instalaciones como el Auditorio y el edificio del Instituto Oceanográfico de Venezuela. El director general del Sistema de Bibliotecas de la UDO (Sibiudo), Odlanier Gómez, lamentó profundamente la pérdida, señalando la dificultad de recuperar el material perdido, tanto en términos económicos como culturales. A pesar de los esfuerzos de digitalización de la producción académica desde 2011, la falta de recursos y los recortes presupuestarios limitaron significativamente la capacidad de preservación y actualización de la colección. Este suceso ha generado una ola de solidaridad a nivel nacional e internacional. Instituciones educativas, la Iglesia Católica, gremios profesionales, estudiantes y la comunidad en general han mostrado su apoyo, ofreciendo ayuda para la reconstrucción y recuperación de la biblioteca. El ministro de Cultura, Ernesto Villegas, ha iniciado una campaña de donación de libros y la rectora de la UDO, Milena Bravo, ha enfatizado la necesidad de mantener la autonomía y el espíritu democrático de la universidad frente a estos ataques.